# Schedingsnäs säteri

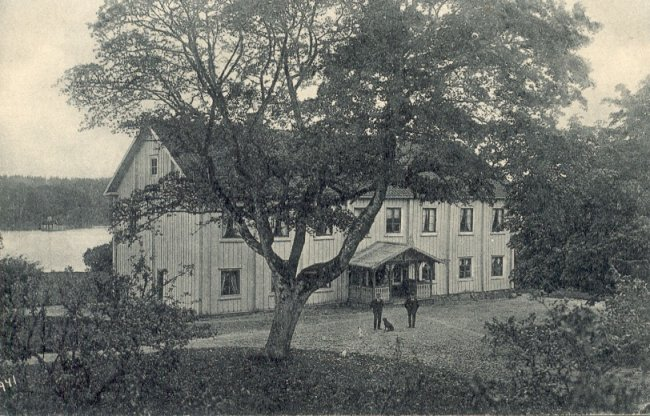
Schedingsnäs, tidigt 1900-tal

Schedingsnäs är en herrgård vid Källundasjön i Forsheda.
Schedingsnäs skapades på 1600-talet av Hans Christoffer von Scheiding genom sammanslagning av tre mantal i byn Rakeryd och gavs namn efter hans släkt. Gården kom senare i vicepresidenten i Göta hovrätt Peter von Schaeijs ägo och från denne till hans son Johan Vilhelm von Schaeij, sedan till släkten Sparre, via Johan Vilhelms dotter Petronella Catharina von Schaeij, gift med friherre Knut Gustaf Sparre (1763-1837). Därefter till majoren Gabriel Bratt af Höglunda. Det kom 1818 till släkten Stiernclou-Lillienberg och Georg Stiernclou-Lillienberg överflyttade 1858 familjens fideikommissrättigheter från Vallerstad i Kärda socken till Schedingsnäs.
Huvudbyggnaden uppfördes 1643 av Hans Christoffer von Scheiding.